# Arena Kreis Düren
| Arena Kreis Düren | Arena Kreis Düren                                   |
| ----------------- | --------------------------------------------------- |
|                   |                                                     |
| Erbaut:           | 2004                                                |
| Eigentümer:       | Wirtschaftsförderungsgesellschaft Kreis Düren (GWS) |
| Adresse:          | Nippesstr. 4 52349 Düren                            |
| Kapazität:        | max. 2.878 Sitzplätze                               |
| Höhe:             | ca. 12 Meter                                        |

Die Arena Kreis Düren ist eine Veranstaltungshalle in Düren, NRW.
Nach kurzer Bauzeit wurde die Halle am 3. September 2004 mit einem mehrtägigen Fest eingeweiht. Ein Schweizer Investor hatte die Arena an der Nippesstraße durch die Firma Goldbeck Bau gebaut.
Die Halle wird vormittags für den Schulsport der angrenzenden Schulen genutzt. Für Veranstaltungen aller Art verfügt sie über bis zu 2.878 Sitzplätze. Die Hallengastronomie ist verpachtet.
Die Arena Kreis Düren ist Heimat des Volleyball-Bundesligisten SWD Powervolleys Düren.
Die Arena beschäftigt rund 60 Mitarbeiter.
Der Kauf der Immobilie im Jahre 2005 durch die Wirtschaftsförderungsgesellschaft für den Kreis Düren (GWS GmbH) führte sogar zu einer Anfrage im Landtag von NRW.